# Carlota Ciganda
Carlota Ciganda Machiñena (nascida em 1 de junho de 1990) é uma golfista profissional espanhola que joga na Ladies European Tour (LET) e na LPGA. Venceu a Ordem de Mérito da LET na sua temporada de estreia em 2012, e também foi nomeada como a "Jogadora do Ano" e "Recruta do Ano".
Irá representar a Espanha no individual feminino do golfe nos Jogos Olímpicos de Verão de 2016, no Rio de Janeiro, Brasil.